# Fox Life (España)
Fox Life fue un canal de televisión por suscripción español de origen estadounidense. Fue propiedad de The Walt Disney Company Spain & Portugal y estaba operado por Fox Networks Group Europe. El canal se dedicaba a la emisión de series y programas de no ficción.

## Historia
El canal fue lanzado el 1 de octubre de 2014, sustituyendo al canal Fox Crime que cesó sus emisiones en España.
El canal finalizó sus emisiones el 1 de enero de 2022 junto a Viajar.

## Disponibilidad
El canal emitía en las principales plataformas de pago de España, como son la de satélite Movistar+, Vodafone TV y Orange TV, además de otros operadores de ámbito local y autonómico.